# Tulpar

O brasão do Cazaquistão com dois tulpars dourados

Tulpar é um cavalo alado na mitologia turca e mongol, retratado como um cavalo alado, semelhante ao Pégaso grego e ao Chollima chinês. A imagem do Tulpar é usada em muitos escudos e brasões.